# Demänová
Demänová (ungarisch Deménfalu) ist eine ehemalige Gemeinde und seit 1976 ein Teil der slowakischen Stadt Liptovský Mikuláš. Der Ort liegt drei Kilometer südlich des Stadtzentrums am rechten Ufer des Flüsschens Demänovka, im Talkessel Liptovská kotlina, am Fuße der südlich gelegenen Niederen Tatra.

## Geschichte

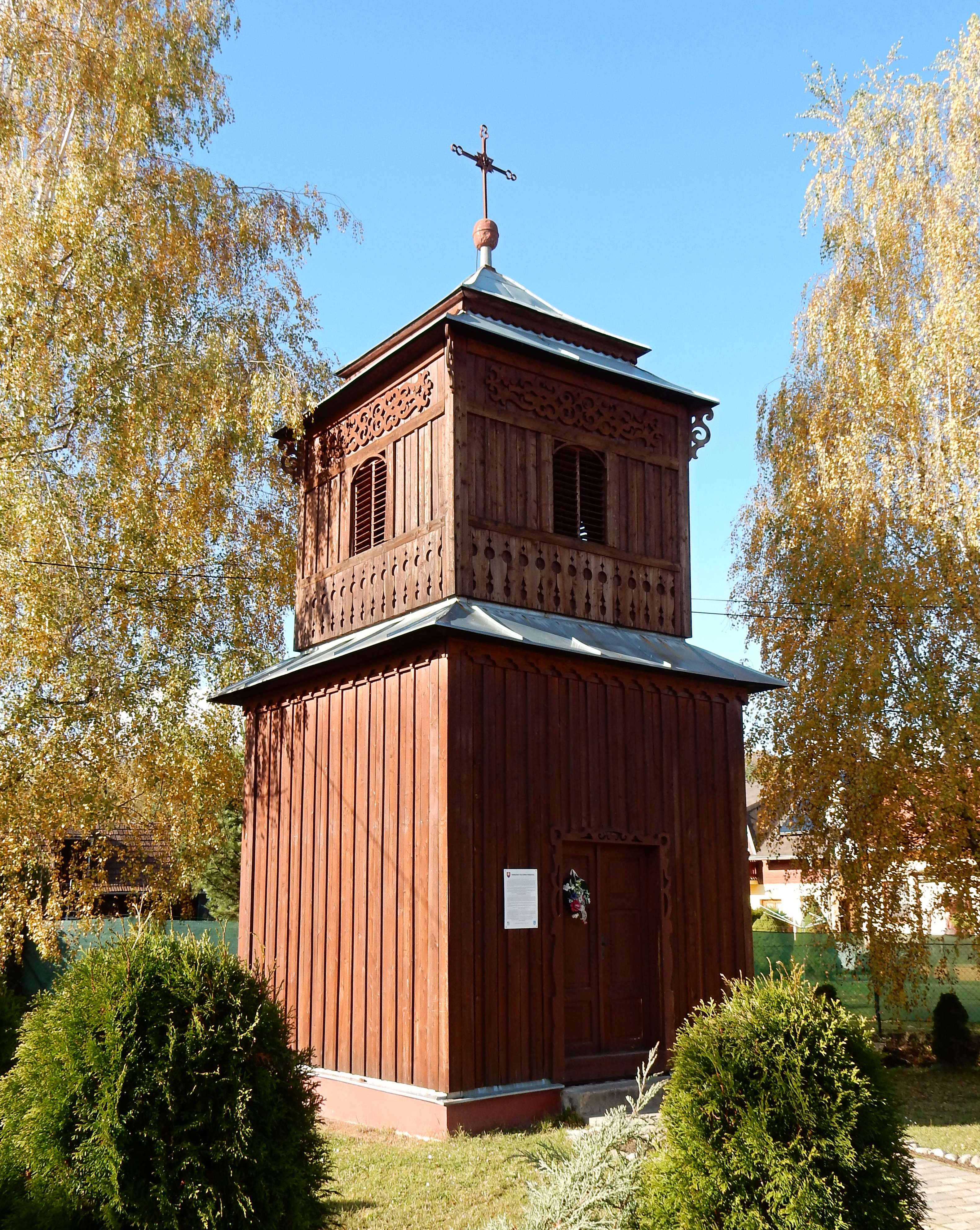
Holzglockenturm in Demänová

Demänová entstand nach 1272 durch Ausgliederung aus dem bestehenden Ort Vrbica auf einem bewaldeten Gebiet und wurde zum ersten Mal 1299 als Villa Demyani schriftlich erwähnt. Der Ort war Besitz des Demánováer Zweigs der Familie Kubínyi, ein Teil gehörte verschiedenen landadligen Familien. In den 17. und 18. Jahrhunderten wurde unter dem Kamm des Bergs Bory Eisenerzbergbau betrieben, ebenso im Tal Demänovská dolina in den 18. und 19. Jahrhunderten. 1715 wohnten hier fünf, 1720 nur noch ein Steuerzahler. 1784 hatte die Ortschaft 32 Häuser und 284 Einwohner, 1828 zählte man 36 Häuser und 304 Einwohner, die überwiegend als Hirten, Hersteller von Flößen und Holzerzeugnissen sowie als Waldarbeiter beschäftigt waren. Ab dem 18. Jahrhundert gab es eine Säge, Ende des 19. Jahrhunderts arbeitete ein Teil der Einwohner in den Gerbereibetrieben in Palúdzka und Liptovský Mikuláš.
Bis 1918 gehörte der Ort im Komitat Liptau zum Königreich Ungarn und kam danach zur neu entstandenen Tschechoslowakei beziehungsweise heutigen Slowakei. In der ersten tschechoslowakischen Republik war der Ort landwirtschaftlich geprägt, ein Teil der Bevölkerung pendelte aber zur Arbeit in Industriebetriebe in Liptovský Mikuláš. 1964 wurde ein Teil des Gemeindegebiets an die neue Gemeinde Demänovská Dolina abgetreten. In der Volkszählung 1970, der letzten vor der Eingemeindung nach Liptovský Mikuláš, wohnten 968 Einwohner in der Gemeinde.

## Infrastruktur und Verkehr

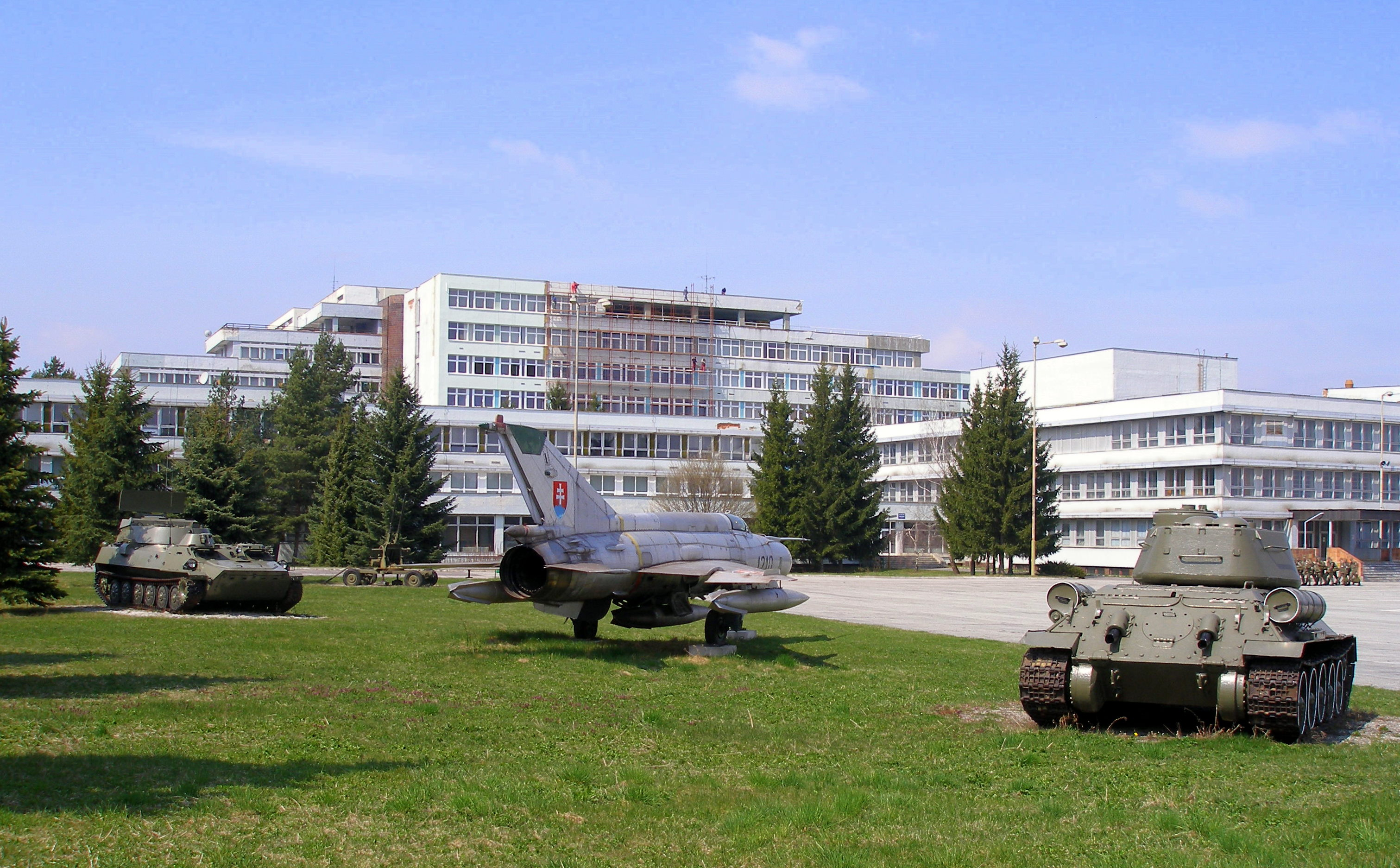
Gelände der Militärakademie

In Demänová befindet sich die Štefánik-Akademie der Streitkräfte Liptovský Mikuláš (slowakisch Akadémia ozbrojených síl generála Milana Rastislava Štefánika) als staatliche Hochschule militärischen Typs, die mit Vorgängerinstitutionen seit 1973 besteht. Gleich gegenüber der Akademie findet man die Autobahnmeisterei Liptovský Mikuláš der slowakischen Staatsautobahngesellschaft Národná diaľničná spoločnosť, a. s.
Durch Demänová verläuft die Cesta II. triedy 584 („Straße 2. Ordnung“) von Liptovský Mikuláš zum Skigebiet Jasná, die nördlich des Ortes mit der Autobahn D1 an der Anschlussstelle Liptovský Mikuláš verknüpft ist.